# Seutes I
Seutes I fue rey de los tracios odrisios desde el 424 a. C. hasta el 410 a. C. Era hijo de Esparadoco o Espardoco, y sobrino de Sitalces, rey de los odrisios, a quien acompañó en su gran expedición a Macedonia (429 a. C.). En esa ocasión fue Pérdicas II de Macedonia quien se ganó su confianza, prometiéndole a su hija Estratónice en matrimonio, por lo que ejerció toda su influencia sobre Sitalces para convencerle de que retirase sus tropas de Macedonia. Sus esfuerzos tuvieron éxito, y tras su regreso a Tracia se casó con Estratónice según había acordado.
En el 424 a. C. sucedió a Sitalces en el trono, y durante su largo reinado logró que el reino alcanzase grandes cotas de poder y prosperidad que nunca había tenido antes, de forma que sus ingresos regulares llegaron a alcanzar la suma anual de 400 talentos, además de las contribuciones de oro y plata en forma de regalos que suponían una cantidad similar.
En el 411 a. C. Seutes condujo una campaña contra Atenas, sin mucho éxito. Murió en 410 a. C. tras una grave enfermedad. Amádoco I le sucedió en el trono.
De un pasaje en la carta de Felipe al pueblo ateniense parecería que Seutes fue acusado de haber tenido relación con la muerte de Sitalces, pero esto entra en completa contradicción con el relato dado por Tucídides. Del mismo pasaje se desprende que mantuvo relaciones amistosas con los atenienses, quienes le concedieron los privilegios de la ciudadanía.